# Гудель, Иван
Иван Гудель (хорв. Ivan Gudelj, род. 21 сентября 1960, Имотски) — югославский хорватский футболист и футбольный тренер, игравший на позиции полузащитника.

## Карьера игрока

### Клубная
Воспитанник школы клуба «Мрачай» из Руновичей. Первый тренер — отец Звонимира Бобана. Гудель выступал в течение всей своей жизни за сплитский «Хайдук», будучи довольно гибким опорным полузащитником, за что неоднократно сравнивался с Францем Беккенбауэром. Иван планировал подписать контракт с «Бордо», однако его карьера оборвалась после того, как врачи обнаружили у Гуделя гепатит B. Прощальный матч Иван провёл 23 сентября 1986 против «Црвены Звезды».

### В сборной
Участвовал в юношеском чемпионате Европы 1979 года, финальная часть которого прошла в австрийской Вене. В 1980 году появился на молодёжном чемпионате мира, на котором засияла звезда Диего Марадоны. За сборную Югославии выступал с 1980 по 1986 годы, сыграл на Олимпиаде в Москве, чемпионате мира в Испании (попал в символическую сборную) и чемпионате Европы во Франции. Капитаном сборной стал в возрасте 21 года, провёл всего 33 игры. Благодаря своим выступлениям стал футболистом 1982 года в Югославии.

## Карьера тренера
В 1990 году начал тренерскую карьеру: возглавлял как детские команды Хорватии, так и сборную хорватских священников. Возглавляя сборную среди игроков не старше 16 лет, капитаном которой был Нико Кранчар, он привёл её к бронзовым медалям чемпионата Европы 2001 года в Англии. Позднее руководил различными хорватскими командами. С 2005 года руководит хорватской сборной из игроков не старше 17 лет, которую вывел на чемпионат Европы в Италии (4-е место). Руководил сплитским «Хайдуком» в сезоне 2005/06.

## Личная жизнь
Детство провёл в деревне Змиявицы. Мечтал стать священником. В детстве снимался в телефильме «Нищие и дети» (сербохорв. Prosjaci i sinovi), снятом по мотивам повести Ивана Раоса в окрестностях родной деревни.